# Alvin Kersh
Alvin D. Kersh – fikcyjna postać z serialu Z Archiwum X, którą zagrał James Pickens Jr.

## Historia postaci
Kersh był w przeszłości oficerem Marynarki Wojennej USA w trakcie wojny w Wietnamie. Instynkty wyuczone w czasie, gdy był pilotem samolotu Grumman A-6 Intruder, pomogły mu w karierze w FBI. W szóstym sezonie był Zastępcą Dyrektora Departamentu FBI i był bezpośrednim przełożonym Muldera i Scully. W przeciwieństwie do Skinnera odsuwał ich od spraw Archiwum X. Próbował również odseparować agentów od siebie. Kiedy Skinner zajął jego miejsce, w ósmym sezonie Kersh został mianowany Dyrektorem Departamentu FBI – drugą osobą (po Dyrektorze FBI) w całym biurze. Jest on współpracownikiem Palacza, jednak w finale dziewiątego sezonu Kersh, wspólnie ze Skinnerem i Scully pomaga Mulderowi w ucieczce z celi śmierci.